# Морозова, Наталья Игоревна
Ната́лья И́горевна Моро́зова (р. 28 января 1973, Свердловск) — советская и российская волейболистка, член сборных СССР и России (1989—2002). Двукратный серебряный призёр Олимпийских игр (1992 и 2012), двукратный бронзовый призёр чемпионатов мира, 5-кратная чемпионка Европы, чемпионка СССР 1989, 9-кратная чемпионка России. Центральная блокирующая. Заслуженный мастер спорта России.

## Биография
Наталья Морозова начала заниматься волейболом в 1981 году в Свердловске (ныне Екатеринбург) в СДЮСШОР «Уралочка» у тренера Ю. Н. Филимонова. Окончила Училище олимпийского резерва № 1 Екатеринбурга. Выступала за команды: 1988—1989, 1992—2002 — «Уралочка»-НТМК (Свердловская область), 1989—1992 — «Уралочка»-2 / «Юнезис» (Свердловск/Екатеринбург), 2002—2003 — «Аэрофлот-Малахит» (Екатеринбург). Чемпионка СССР 1989, бронзовый призёр чемпионата СССР 1991. 9-кратная чемпионка России (1993—2002). 4-кратный обладатель Кубка европейских чемпионов (1989, 1990, 1994, 1995).
В 1995—1997, 1999 и 2005—2007 играла за зарубежные клубы (в 1995—1999 параллельно с выступлением за «Уралочку»): 1995—1997 — «Тойобо» (Япония), 1999 — «Джонсон Мэттью» (Рубьера, Италия), 2005—2006 — «Фенербахче» (Стамбул, Турция), 2006—2007 — ДИО «Каршияка» (Измир, Турция) (бронзовый призёр чемпионата Турции).
В 2007—2009 вновь выступала в российском чемпионате: 2007—2008 — «Университет-Белогорье» (Белгород), 2008—2009 — «Факел» (Новый Уренгой).
В составе женской молодёжной сборной СССР стала чемпионкой мира 1991, чемпионкой Европы 1990 и 1992.

## Сборные СССР, СНГ и России
В составе женских сборных СССР, СНГ и России выступала с 1989 по 2002 годы. В их составе:
- двукратный серебряный призёр Олимпийских игр (1992 и 2000),
- двукратный бронзовый призёр чемпионатов мира (1994 и 1998),
- трёхкратный призёр розыгрышей Кубка мира (1989, 1991 и 1999),
- победитель (1997) и двукратный призёр (1993, 2001) Всемирного Кубка чемпионов,
- 3-кратный победитель и 5-кратный призёр Гран-при,
- 5-кратная чемпионка Европы (1991, 1993, 1997, 1999, 2001),
- участница Олимпийский игр 1996.

## Награды и звания
- Заслуженный мастер спорта России (2000).
- Орден Дружбы (2001).

## Источник
- Волейбол: Энциклопедия / Сост. В. Л. Свиридов, О. С. Чехов. — Томск: Компания «Янсон», 2001.